# Балка Прохорчанськ
Балка Прохорчанськ  (Прохорчанська, Прохорівка) — балка (річка) в Україні у Сватівському районі Луганської області. Ліва притока річки Жеребця (басейн Дону).

## Опис
Довжина балки приблизно 8,29 км, найкоротша відстань між витоком і гирлом — 7,58 км, коефіцієнт звивистості річки — 1,09. Формується декількома струмками та загатами. На деяких ділянках балка пересихає.

## Розташування
Бере початок на південно-західній стороні від села Зміївка. Тече переважно на південний захід через села Паталахівку, Райгородку і впадає у річку Жеребець, ліву притоку Сіверського Дінця.

## Цікаві факти
- Від витоку балки на східній стороні на відстані приблизно 1,81 км пролягає автошлях Р07[3] (автомобільний шлях національного значення на території України.).
- У XX столітті на балці існували птице, -свинно-тваринні ферми (ПТФ, СТФ) та газова свердловина[2], а у XIX столітті — декілька вітряних млинів[1].